# ウィッシュ・ドラゴン
『ウィッシュ・ドラゴン』（原題：Wish Dragon）は、ソニー・ピクチャーズ・アニメーションが制作した、2021年に公開された中国・アメリカ合作のコンピューターアニメーションのファンタジーコメディ映画。監督はクリス・アッペルハンス、プロデューサーはアロン・ワーナー、クリス・ブレンブル、ジャッキー・チェン。声の出演はジミー・ウォン、ジョン・チョー、コンスタンス・ウー、ナターシャ・リュー・ボルディッツォ、ジミー・O・ヤン、ウィル・ユン・リー、ロニー・チェン。なお本作は、アッペルハンスの監督デビュー作である。

## あらすじ
上海。大学生のディン（ジミー・ウォン）の前に現れたドラゴンのロン（ジョン・チョー）と共にディンの幼馴染、リナ(ナターシャ・リュー・ボルディッツォ)との再会を願い陽気な冒険に出発する。

## 登場人物
ロン
声 - ジョン・チョー
ドラゴン。1000年間ティーポットの中で眠っていた。

## キャスト
| 役名             | 俳優                               | 日本語吹替     |
| ---------------- | ---------------------------------- | -------------- |
| ディン           | ジミー・ウォン                     | 下野紘         |
| 子供時代のディン | イアン・チェン                     | 織田海誓       |
| ロン             | ジョン・チョー                     | 杉田智和       |
| ディンの母       | コンスタンス・ウー                 | 斉藤貴美子     |
| リナ             | ナターシャ・リュー・ボルディッツォ | 早見沙織       |
| スモール・グーン | ジミー・O・ヤン                    | 松重慎         |
| ポケッツ         | アーロン・ヨー                     | 下山吉光       |
| リナの父         | ウィル・ユン・リー                 | 内田夕夜       |
| 琵琶の神         | ロニー・チェン                     | 西村太佑       |
| トール・グーン   | ボビー・リー                       | 田島章寛       |
| バックリー       | ニコ・サントス                     | 越後屋コースケ |
| ウェイター       | クリス・アッペルハンス             |                |

- その他キャスト：山下音彩、関口雄吾、山橋正臣、桜岡あつこ、弘松芹香、平ますみ、新井笙子
- 日本語版スタッフ：演出：安藤直子、翻訳：岡部康子、調整：山本隆行、日本語版制作：東北新社

## 製作
本作は、中国のVFX会社ベース・FXの一部である新しいアニメーションスタジオ、ベース・アニメーションによって制作された最初の映画である。クリス・ブレンブルは「監督のクリス・アッペルハンスは中国本土の強力なクリエイティブチーム、国際的な才能のキャスト、そして現代中国の希望と夢に焦点を当てて、中国で作られた映画を望んでいた。」と述べた。

## 公開
『ウィッシュ・ドラゴン』は当初2019年7月26日に公開される予定だったが、アヌシー国際アニメーション映画祭では2020年に延期されたことが確認された。10月、『キポとワンダービーストの冒険』のクリエイターのラド・セクリストによって2021年に映画が公開されることが確認された。本作は2021年1月15日に中国で劇場公開された。
2021年6月11日にはNetflixで全世界に配信された。